# Tony Brise
Anthony „Tony” William Brise (ur. 28 marca 1952 w Erith, zm. 29 listopada 1975 w Londynie) – brytyjski kierowca wyścigowy pochodzący z Anglii; zwycięzca dwóch z trzech rozgrywanych mistrzostw brytyjskiej Formuły 3 w 1973 oraz uczestnik 10 wyścigów Formuły 1, w których zdobył 1 punkt zaliczany do mistrzostw świata
Brise zadebiutował w F1 27 kwietnia 1975 w bolidzie Frank Williams Racing Cars. Po jednym wyścigu przeniósł się do zespołu prowadzonego przez byłego mistrza świata Grahama Hilla, gdzie pokazał swój potencjał. Po zakończeniu sezonu 1975 Hill, Brise i czterech członków zespołu zginęło w wypadku lotniczym. Samolot pilotowany przez Hilla w gęstej mgle spadł na pole golfowe w Arkley.